# Jezioro Wrzesińskie
Jezioro Wrzesińskie (Zalew Wrzesiński, Zalew Lipówka we Wrześni, Zalew na Wrześnicy) – zbiornik retencyjny zlokalizowany na osiedlu Lipówka we Wrześni. 

## Historia
Zbiornik został zbudowany w latach 1965–1967 w celach rekreacyjno-sportowych oraz rolniczych. Zasilany jest rzeką Wrześnicą i czterema rowami melioracyjnymi. Ma podłużny kształt i jest skierowane w kierunku północno-zachodnim. Ma słabo rozwiniętą linię brzegową, która jest porośnięta głównie trzciną i pałką wodną. Wzdłuż północnego i południowego brzegu zostały wytyczone alejki spacerowe, które wiosną 2022 roku zostały oświetlone około setką energooszczędnych lamp.

## Wędkarstwo
Jezioro jest wykorzystywane do celów wędkarskich. Występuje tutaj wiele gatunków ryb – głównie karp, szczupak pospolity i lin. Użytkownikiem jeziora jest Polski Związek Wędkarski.

## Obiekty położone nad jeziorem
- restauracja i hotel "Czardasz" (2-gwiazdkowy)
- camping nr 190 należący do Wrzesińskich Obiektów Sportowo-Rekreacyjnych
- kościół Świętego Krzyża we Wrześni
- kościół św. Józefa we Wrześni
- most z linią kolejową nr 3 Warszawa Zachodnia-Kunowice
- plaża z pomostem oraz placem zabaw dla dzieci i mini siłownią

## Galeria

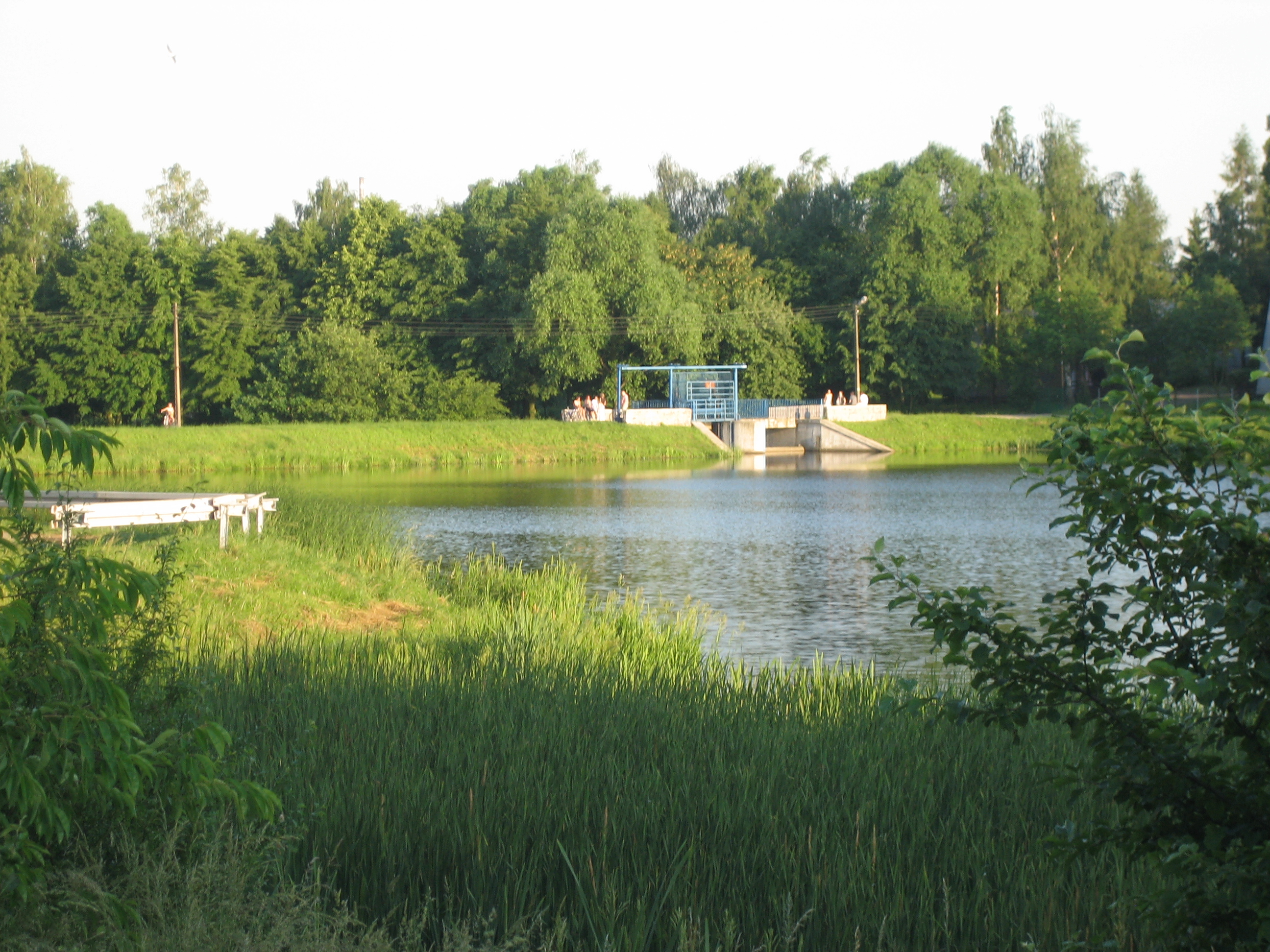
Zapora i śluza wraz z kładką dla pieszych i rowerów
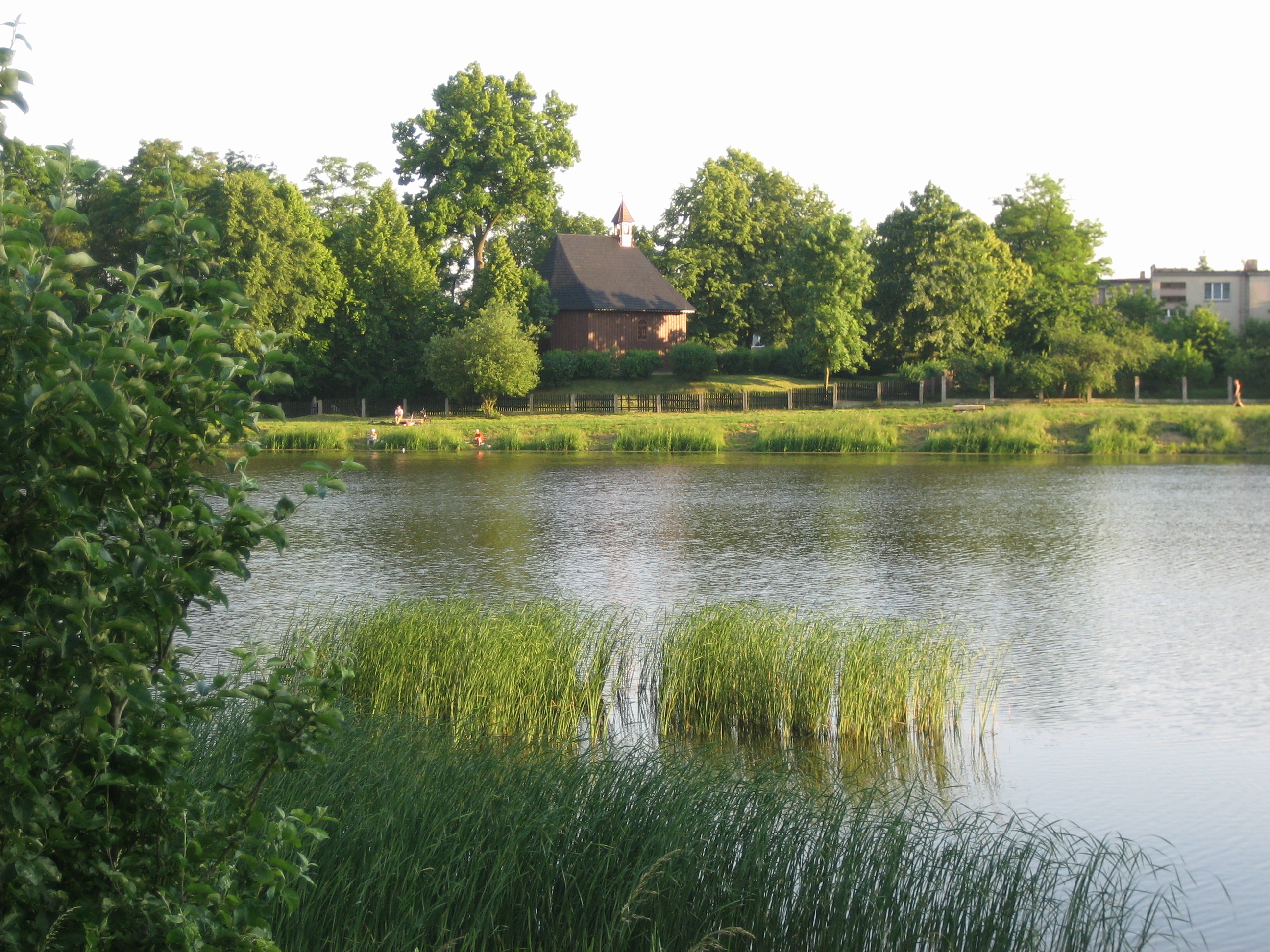
Kościół Świętego Krzyża we Wrześni nad brzegiem jeziora
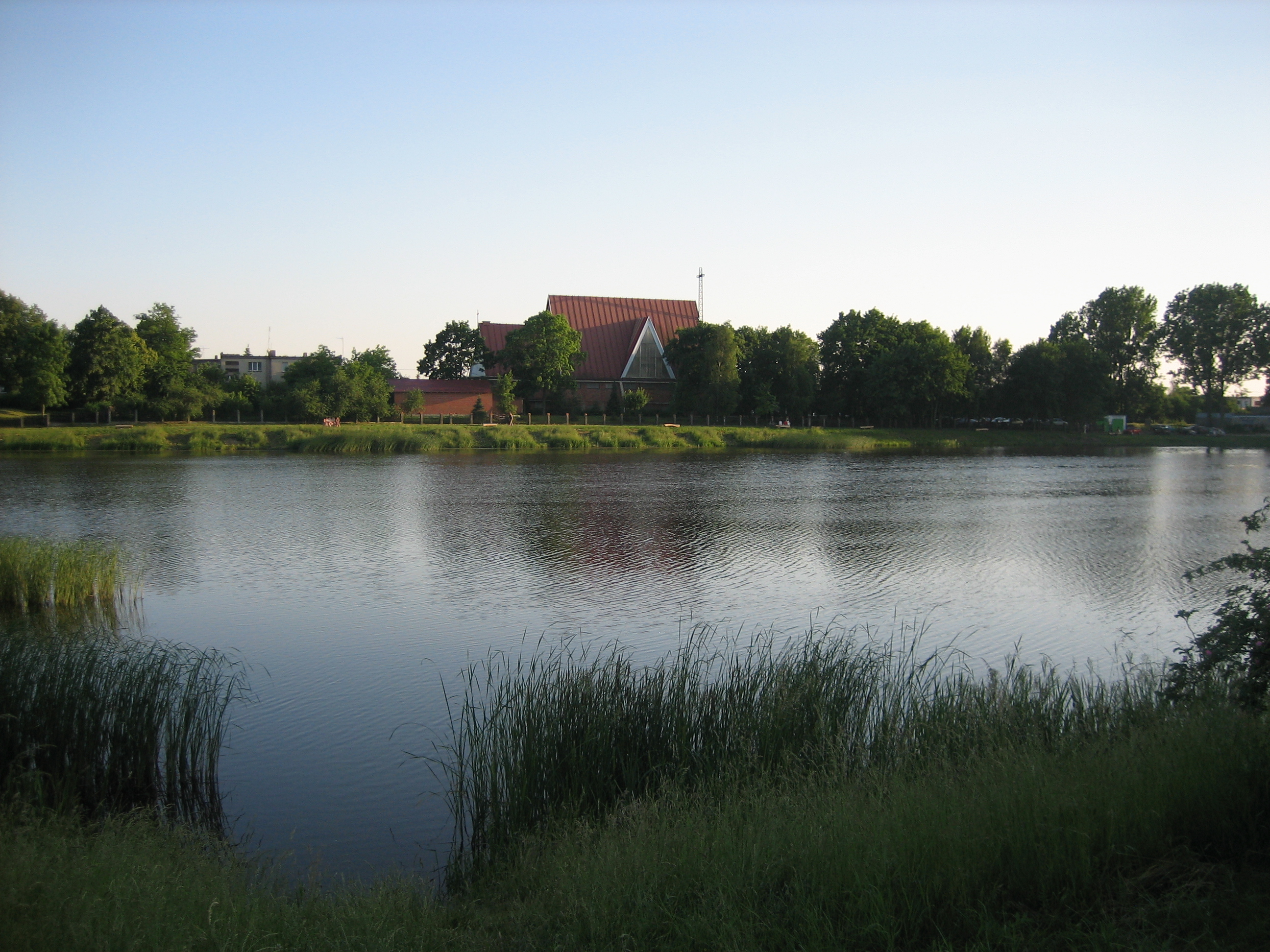
Kościół św. Józefa we Wrześni nad brzegiem jeziora
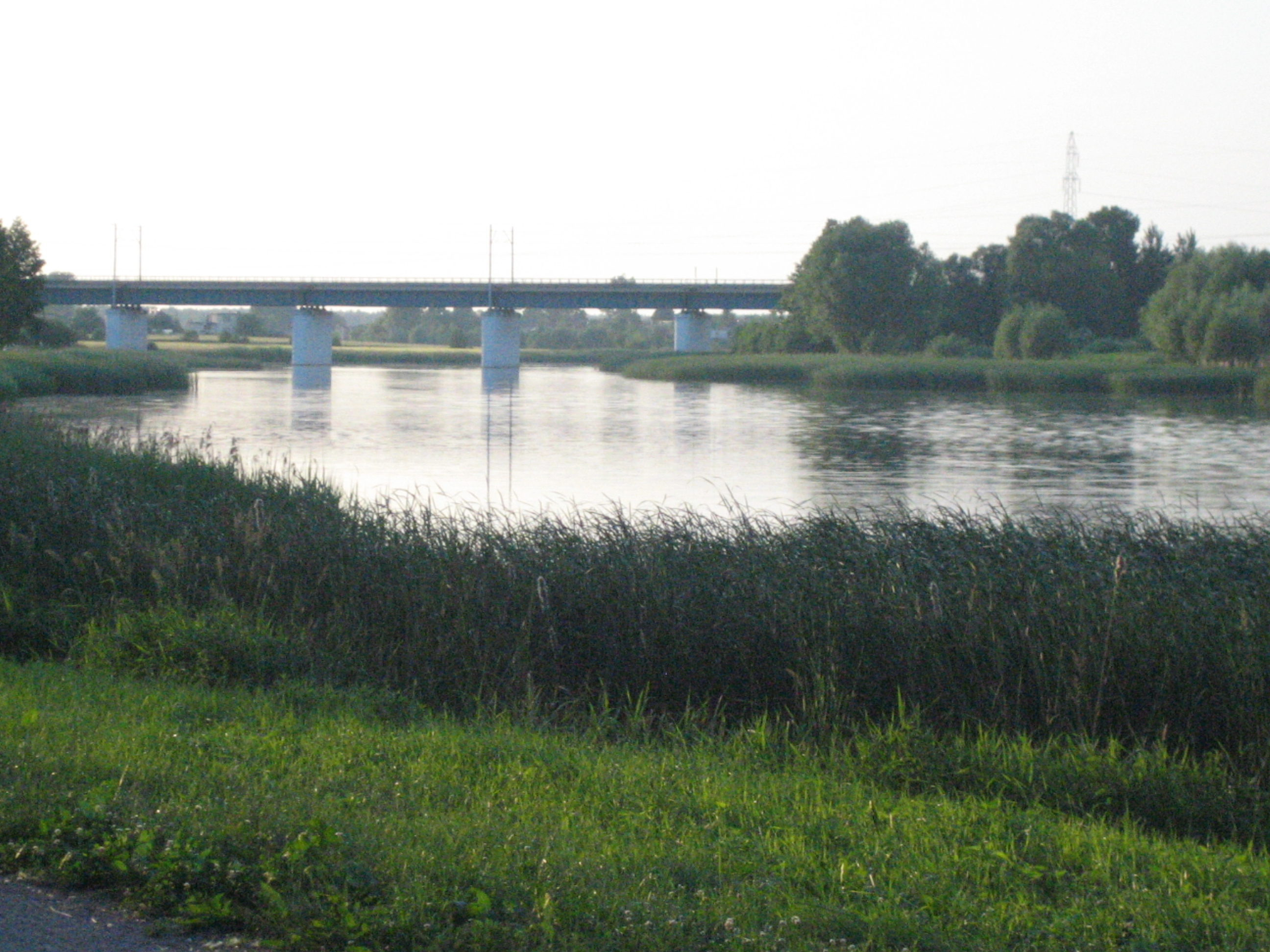
Most z linią kolejową nr 3 Warszawa Zachodnia-Kunowice nad wodami jeziora